# Mycosphaerella sublibera
Mycosphaerella sublibera är en svampart som beskrevs av Petr. 1950. Mycosphaerella sublibera ingår i släktet Mycosphaerella och familjen Mycosphaerellaceae.   Inga underarter finns listade i Catalogue of Life.